# 필립 H. 길버트
필립 헨리 길버트(Philip Henri Gilbert, 1870년 10월 25일 ~ 1932년 10월 18일)은 미국의 정치인으로 제32대 루이지애나주 부지사이다.

## 경력
- 1908 ~ 1916 루이지애나 제27지구 지방검사
- 1916 ~ 1920 루이지애나 제27지구 지방판사
- 1924 ~ 1930 제48·49대 루이지애나 어섬션·라포셰·테레본 선거구 상원의원
- 1926.10 ~ 1928.05 제49대 루이지애나 상원의장
- 1926.10 ~ 1928.05 제32대 루이지애나 부지사
- 1928 ~ 1932 루이지애나 제27지구 지방판사